# Svatopluk Čech (odbojář)
Svatopluk Čech (3. září 1919 Moravská Loděnice – 12. června 1942 Auschwitz) byl český student a protinacistický odbojář.

## Život
Svatopluk Čech se narodil 3. září 1919 v Moravské Loděnici na Olomoucku. V roce 1938 odmaturoval na Českém státním reálném gymnáziu v Olomouci a započal studium na Lékařské fakultě Univerzity Karlovy v Praze. Složil první rigorózní zkoušku, musel ale z důvodu uzavření českých vysokých škol Němci v roce 1939 studia ukončit. Vstoupil do protinacistického odboje jako člen olomoucké skupiny Studentský domov. Přestože skupina nebyla aktivní, byla prozrazena a její členové pozatýkáni. Svatopluk Čech byl gestapem 20. listopadu 1940, vězněn v Olomouci a poté v Breslau souzen za velezradu. Byl sice osvobozen, ale nadále vězněn postupně v brněnských Kounicových kolejích a od roku 1941 v koncentračním táborře Auschwitz, kde 12. června 1942 zahynul.

## Posmrtná ocenění
- Svatopluku Čechovi byl in memoriam udělen Československý válečný kříž 1939
- Svatopluku Čechovi byl v roce 1947 Lékařskou fakultou Masarykovy univerzity in memoriam udělen titul MUDr.